# هاني خليفة
هاني خليفة (6 مارس 1970 -) مخرج مصري، من مواليد 6 مارس 1970، بدأ مسيرته الفنية كمساعد مخرج  بعدة أفلام أهمها (سارق الفرح) و (قشر البندق) عام 1995، قبل أن يخوض تجربة الإخراج عام 2003 من خلال فيلم (سهر الليالي)، ليتوقف نشاطه الفني لفترة قبل أن يعود من خلال مسلسل (الجامعة) عام 2011. يترأس هاني خليفة لجنة تحكيم  مسابقة الأفلام الروائية القصيرة والتسجيلية في المهرجان القومي للسينما، وتم اختياره لعضوية لجنة تحكيم المسابقة الدولية لمهرجان القاهرة.

## قالوا عن هاني خليفة
كتب موقع وشوشة في حوار مع هاني خليفة انه يرى الأعمال التليفزيونية تجعل العمل السينمائي يتقلص، وأن صناعة السينما تأخذ خطوات للأمام، وإن العمل على الروايات الأدبية يفيد صناعة السينما.
كتب موقع صحيفة اليوم السابع: " دائما ما تحمل تجارب المخرج هانى خليفة في السينما بصمات خاصة، فرغم قلتها إلا أنها تترك أثرا لدى الجمهور، وهو ما حدث في فيلمه "سهر الليالى" الذي حقق نجاحاً كبيراً وقت عرضه... يحمل فيلم "سكر مر" طريقة سرد مختلفة وكثيرا من مشاهد الفلاش باك، وهو الأمر الذي اعتبره هانى خليفة "تحدى"... كشف عن الأسباب التي تمنعه من السير على درب المخرج داود عبدالسيد، وسر وجود مشاهد لأحداث سياسية وقعت في مصر عقب ثورة 25 يناير.
كتب موقع نجوم أف أم على لسان المخرج هاني خليفة، أن وجود المنصات الرقمية لن يقضي على تجربة المشاهدة الجماعية في السينمات.
قالت الفنانة أروى جودة: «هاني خليفة يفكر بأدق التفاصيل ويعطي الاهتمام لكلّ كلمة في السيناريو، ويجعل الممثل أغنى وأكثر عطاءً»، وقالت الفنانة ناهد السباعي أنها سعيدة بالتعاون مع المخرج هاني خليفة قائلاً: «هو يتميز عن أي مخرج أخر، بتركيزه علي الأداء التمثيلي، ليظهر الممثل بشكل جيد ومميز، فهو مخرج السهل الممتنع».
كتب موقع البوابة نيوز عن هاني خليفة: «حقق نجاحًا كبيرًا بفيلمه الأول» سهر الليالي«(2003) بطولة عدد من الوجوه الشابة الذي تصدروا نجومية السنوات التالية».

## أعماله السينمائية (مساعد مخرج)
1994: «زيارة السيد الرئيس» للمخرج منير راضي
1995: «قشر البندق» للمخرج خيري بشارة
1995: «سارق الفرح» للمخرج داوود عبد السيد
1998: «حائط البطولات» للمخرج محمد راضي
1999: «عرق البلح» للمخرج رضوان الكاشف
1999: «أحلام مسروقه» للمخرج محمد كامل القليوبي
2000: «أرض الخوف» للمخرج داوود عبد السيد

## أعماله السينمائية (مخرج)
2003: «سهر الليالي» فيلم
2011: «الجامعة» مسلسل تليفزيوني (14 حلقة)
2015: «سكر مر» فيلم
2016: «فوق مستوى الشبهات» مسلسل تليفزيوني (30 حلقة)
2017: «الحساب يجمع» مسلسل تليفزيوني (30 حلقة)
2018: «ليالي أوجيني» مسلسل تليفزيوني (30 حلقة)
2020: «نمرة اتنين» مسلسل تليفزيوني (8 حلقات)
2024:«الرحلة 404» فيلم

## وصلات خارجية
- هاني خليفة على موقع IMDb (الإنجليزية)
- هاني خليفة على موقع الدهليز
- هاني خليفة على موقع قاعدة بيانات الأفلام العربية
- هاني خليفة على موقع ألو سيني (الفرنسية)

- هاني خليفة على موقع وشوشة
- هاني خليفة على موقع دهليز
- هاني خليفة على موقع أخبار البلد
- هاني خليفة على موقع IMDB
- هاني خليفة على موقع كاروهات